# Elias Baggette
Elias Baggette (* 28. April 2002 in Berlin) ist ein deutscher Basketballspieler.

## Laufbahn
Baggette erhielt seine Basketball-Ausbildung an der Interkulturellen Sportakademie Schöneberg sowie beim TuS Lichterfelde. In der Spielzeit 2017/18 machte der Aufbauspieler in der Jugend-Basketball-Bundesliga mit herausragenden statistischen Werten (25,2 Punkte, 7 Ballgewinne, 5,6 Korbvorlagen, 5,2 Rebounds pro Begegnung) auf sich aufmerksam und wirkte bei einem internationalen Jugendturnier im Frühjahr 2018 als Gastspieler in der U18-Mannschaft des Bundesligisten Brose Bamberg mit. Während der Sommerpause 2018 wechselte er dann fest in die Bamberger Nachwuchsabteilung. Am ersten Spieltag der Saison 2018/19 gab er seinen Einstand beim FC Baunach, der Ausbildungsmannschaft Bambergs, in der 2. Bundesliga ProA. Er erzielte im Laufe der Saison 2018/19 in 28 Einsätzen im Durchschnitt 2,9 Punkte je Spiel für Baunach in der 2. Bundesliga ProA, verpasste mit der Mannschaft aber den Klassenverbleib. Im Spieljahr 2019/20 erreichte Baggette Mittelwerte von 9,6 Punkten und 2,1 Rebounds je Begegnung, außerdem bereitete er im Schnitt 3,7 Korberfolge seiner Mannschaftskameraden vor. In einer Umfrage der Liga entschieden sich die teilnehmenden Personen mehrheitlich für ihn als besten jungen Spieler der ProB-Saison 19/20.
Ab Oktober 2020 wurde er dank einer Doppellizenz beim Drittligisten BBC Coburg eingesetzt, im Februar 2021 stand er in den Farben von Brose Bamberg erstmals in einem Spiel der Basketball-Bundesliga auf dem Feld. Im Januar 2022 wechselte Baggette zum Zweitligisten Eisbären Bremerhaven und ging in der Sommerpause 2022 mit der Annahme eines Angebots aus Crailsheim in die Bundesliga zurück. Mit der Mannschaft musste er 2024 den Bundesliga-Abstieg hinnehmen.
Baggette blieb dank seines Wechsels zu den Rostock Seawolves, der im Sommer 2024 vorgenommen wurde, in der Bundesliga.

### Nationalmannschaft
Noch während seiner Berliner Zeit schaffte Baggette den Sprung in die Juniorennationalmannschaft. Im Sommer 2018 wurde er mit der U16-Auswahl Deutschlands Neunter der Europameisterschaft. Bei der U20-Europameisterschaft im Sommer 2022 war er zweitbester Korbschütze der Deutschen (9 Punkte/Spiel). Im Juli 2023 trat Baggette mit einer U23-Auswahl des Deutschen Basketball Bunds unter der Leitung von Bundestrainer Gordon Herbert bei einem internationalen Turnier im kanadischen Toronto an. In die deutsche A2-Nationalmannschaft wurde er im Juni 2024 berufen, im November 2024 dann in die A-Nationalmannschaft. Mit der A2-Nationalmannschaft erreichte er bei der Sommeruniversiade in Nordrhein-Westfalen den vierten Rang.